# Club omnisports de Vernouillet
Le CO Vernouillet est un club omnisports basé à Vernouillet dans le département d'Eure-et-Loir et la région Centre-Val de Loire.

## Histoire
La section trampoline est créée en 1994 grâce au président de la section Baby-Gym, qui souhaite donner une continuité à l'activité gymnique des jeunes arrivant en limite d'âge. Le tumbling et l'acrosport sont aussi mis en place mais s'arrête en 1999.
La section football du COV est radié de la Fédération française de football le 20 juillet 2007. Cette même année, la section trampoline se classe première de la région Centre, cinquième de sa zone Centre France, regroupant les régions Auvergne, Bourgogne, Centre et Limousin, et 47e au niveau national.
La section Triathlon est créée en juin 2014.
L'année 2017 démarre avec dix-sept sections comprenant 1 100 membres. Le COV accueille alors 40% de membres mineurs et les deux tiers des licenciés habitent Vernouillet. Lors de la cérémonie des vœux, le maire de la ville Daniel Frard insiste sur la particularité du COV qui accueille aussi bien des pratiques loisir que de compétition : « On nous le reprochait voici trente ans et c'est aujourd'hui reconnu et copié dans de nombreux clubs ».

## Personnalités

### Présidents du club omnisports
| Période     | Nom                |
| ----------- | ------------------ |
| 0000-2013   | Marc Daguenet      |
| depuis 2013 | Jean-Claude Tremel |

## Section handball
Maillots
Dernière mise à jour : 22/04/2022.

Ancien logo de la section handball.

La section handball est la plus médiatique du COV. En 2020-2021, l'équipe première évolue en  Nationale 1 (3e division) pour la septième saison consécutive.

### Bilan saison après saison
Lors de la saison 2007-2008, alors en Nationale 2, le COV réalise son meilleur parcours en Coupe de France masculine de handball en atteignant les huitièmes de finale après avoir éliminé trois pensionnaires de Nationale 1.
| Bilan saison après saison | Bilan saison après saison | Bilan saison après saison | Bilan saison après saison | Bilan saison après saison | Bilan saison après saison | Bilan saison après saison | Bilan saison après saison | Bilan saison après saison | Bilan saison après saison | Bilan saison après saison | Bilan saison après saison | Bilan saison après saison |
| Saison                    | Championnat               | Championnat               | Championnat               | Championnat               | Championnat               | Championnat               | Championnat               | Championnat               | Championnat               | Championnat               | Championnat               | Coupe de France           |
| Saison                    | Division                  | Place                     | Pts                       | MJ                        | V                         | N                         | D                         | Bp                        | Bc                        | Diff.                     | Play-off                  | Coupe de France           |
| ------------------------- | ------------------------- | ------------------------- | ------------------------- | ------------------------- | ------------------------- | ------------------------- | ------------------------- | ------------------------- | ------------------------- | ------------------------- | ------------------------- | ------------------------- |
| 1998-1999                 |                           |                           |                           |                           |                           |                           |                           |                           |                           |                           |                           | 16e de finale             |
| ...                       |                           |                           |                           |                           |                           |                           |                           |                           |                           |                           |                           |                           |
| 2007-2008                 | Nationale 2               |                           |                           |                           |                           |                           |                           |                           |                           |                           |                           | 8e de finale              |
| ...                       |                           |                           |                           |                           |                           |                           |                           |                           |                           |                           |                           |                           |
| 2012-2013                 | Nationale 2, poule 2      |                           |                           |                           |                           |                           |                           |                           |                           |                           |                           |                           |
| 2013-2014                 | Nationale 2, poule 2      |                           |                           |                           |                           |                           |                           |                           |                           |                           | Champion                  |                           |
| 2014-2015                 | Nationale 1, poule 3      | 4e/12                     | 46 pts                    | 22                        | 10                        | 4                         | 8                         | 673                       | 664                       | +9                        |                           |                           |
| 2015-2016                 | Nationale 1, poule 3      | 8e/12                     | 45 pts                    | 22                        | 11                        | 1                         | 10                        | 691                       | 678                       | +13                       |                           |                           |
| 2016-2017                 | Nationale 1, poule 1      | 2e/8                      | 32 pts                    | 14                        | 9                         | 0                         | 5                         | 454                       | 423                       | +31                       | 6e/8                      |                           |
| 2017-2018                 | Nationale 1, poule 1      | 3e/8                      | 29 pts                    | 14                        | 7                         | 1                         | 6                         | 458                       | 446                       | +12                       | 4e/16                     | 32e de finale             |
| 2018-2019                 | Nationale 1, poule 2      | 1er/8                     | 32 pts                    | 14                        | 9                         | 0                         | 5                         | 422                       | 409                       | +13                       | 7e/8                      | 32e de finale             |
| 2019-2020                 | Nat. 1, poule 1 (élite)   | 6e/12                     | 30 pts                    | 15                        | 7                         | 1                         | 7                         | 442                       | 437                       | +5                        | non-joué                  | 16e de finale             |
| 2020-2021                 | Nat. 1, poule 1 (élite)   | ...                       | ...                       | ...                       | ...                       | ...                       | ...                       | ...                       | ...                       | ...                       | ...                       | ...                       |

### Personnalités liées au club
En 2016, Benoît Guillaume, l'ex-entraîneur du grand club voisin le Chartres MHB 28, prend la tête de l'équipe première. Après trois saisons, dont deux couronnées par une qualification en phase finale (2016-2017 et 2018-2019), il quitte son poste pour aller entraîner Vernon, en Proligue.
L'ex-international marocain et ex-entraîneur de Gien puis adjoint à Saran, Mohamed Ahouari arrive comme entraîneur pour la saison 2019-2020. Après seulement un an, il s'en va et est remplacé par Denis Polydore.
| Période   | Entraîneur       |
| --------- | ---------------- |
| ...       | ?                |
| 2007-2008 | Pascal Decaux    |
| ...       | ?                |
| 2016-2019 | Benoît Guillaume |
| 2019-2020 | Mohamed Ahouari  |
| 2020-2021 | Denis Polydore   |

En 2013, Karip Torun arrive du Chartres MHB 28. En 2015-2016, Yannick Cham joue au COV avant de partir jouer en professionnel. Le gardien du COV Chris Nkuingoa dispute le Championnat d'Afrique 2018 avec le Cameroun. Fin 2019, le COV compte cinq joueurs retenus en équipe de RD Congo : Chris Nkuingoua,  Johan Kiangebeni, Adama Ouedraogo, Evaris Muyembo et Gauthier Mvumbi.
Pour la saison 2011-2012, le Bulgare Svetlin Dimitrov rejoint le CO Vernouillet en Nationale 2. Au terme de l'exercice 2013-2014, l'équipe remporte son groupe et est promue en N1. Dimitrov connaît six saisons de N1 avec une moyenne oscillant entre 4 et 6 buts par match et devient capitaine de l'équipe. Il totalise plusieurs centaines de buts en N1 avec le COV. En 2020, il rejoint le C' Chartres MHB.